# Canta U Populu Corsu
Canta U Populu Corsu és un grup de música cors fundat el 1973 per Jean-Paul Poletti i Natale Luciani, que amb I Muvrini dirigiren el renaixement musical cors a finals dels anys 1970. Les cançons són represes dels cants tradicionals (paghjelle, lamenti), així com creacions del grup, algunes de caràcter polític i significació nacionalista corsa, en defensa de la llengua i la nacionalitat corses.
Petru Guelfucci ha participat en el grup amb algunes cançons, igual que Jean-Marie Pesce, fundador del grup I Chjami Aghjalesi, o Jean-François Bernardini (I Muvrini). Jean-Paul Poletti, autor dels nombrosos textes del grup, quan el deixà va fundar Choeur des hommes de Sartène. Natale Luciani, fundador del grup i un dels militants culturals corsos més emblemàtics, va morir el desembre de 2003. Després, Canta u Populu Corsu, qui encara avui és un veritable referent de la història de la música corsa, continuà el seu combat per la promoció de la llengua i la cultura corsa, donant-la a conèixer a París (al Bataclan el 2005 i a l'Olympia el 2006), a Marsella, Ais de Provença i al País Basc.

## Discografia
- 1975: Eri, oghje, dumane
- 1976: Libertà
- 1977: Canti di a terra è di l'omi
- 1978: A strada di l'avvene
- 1979: Chjamu a puesia
- 1979: Festa zitellina
- 1981: Au théâtre de la ville (Live)
- 1982: C'hè dinù
- 1993: In Cantu (Best Of)
- 1995: Sintineddi
- 1998: Memoria
- 2001: Rinvivisce
- 2003: 30 anni - Giru 2003 (Live)
- 2005: Bataclan 2005